# آب‌سنگ حلقوی اوه
آب سنگ حلقوی اوه.
مختصات: ۶°۵۷′۲۸″شمالی ۱۵۸°۱۶′۲۸″شرقی / ۶٫۹۵۷۷°شمالی ۱۵۸٫۲۷۴۴°شرقی / 6.9577; 158.2744
فهرست تقسیمات کشوری در ایالت پوناپی در ایالات فدرال میکرونزی، بازیابی در ۶ ژوئن ۲۰۱۸

آب سنگ حلقوی اوه یک آب سنگ حلقوی و منطقه شهرداری در ایالت پوناپی، ایالات فدرال میکرونزی است.